# Оле Енерсен
Оле Крістіан Бергем Енерсен (норв. Ole Kristian Bergem Enersen, нар. 6 вересня 2002, Осло, Норвегія) — норвезький футболіст, півзахисник «Стремсгодсета» та молодіжної збірної Норвегії.

## Ігрова кар'єра

### Клубна
У 2016 році Оле Енерсен приєднався до молодіжної команди клубу Елітсерії «Стремсгодсет».
У березні 2021 року футболіст підписавз клубом професійний контракт і в травні того року дебютував в основі у матчах чемпіонату Норвегії. У червні 2021 року Енерсен продовжив дію контракту з клубом до грудня 2024 року.

### Збірна
Влітку 2023 року Оле Енерсен отримав виклик у молодіжну збірну Норвегії для участі у молодіжній першості Європи, що проходила на полях Румунії та Грузії.